# Système de santé syrien
Le système de santé syrien repose sur le principe du libre accès et de la gratuité des soins dans les hôpitaux publics, à l’exception des hôpitaux dépendant du ministère de la Défense qui sont réservés aux militaires et à leurs familles.
- Dans les hôpitaux du ministère de l'Enseignement supérieur (les hôpitaux universitaires), qui sont normalement mieux équipés que ceux du ministère de la Santé, les patients peuvent choisir entre un service gratuit ou payant (de meilleure qualité).
- En ce qui concerne la médecine de ville, le tarif des consultations est très élevé par rapport au revenu mensuel moyen des salariés [réf. nécessaire].

## Le service public de la santé
Les hôpitaux publics concentrent plus de 65 % de la capacité d’accueil (date ?). Trois ministères sont les principaux acteurs du système de soins hospitaliers :
- Le ministère de la Santé (72 hôpitaux en 2005). Le ministère de la Santé a aussi plus de 800 dispensaires qui sont installés principalement dans les milieux ruraux.
- Le ministère de l'Enseignement supérieur dont dépendent les CHU (12 hôpitaux).
- Le ministère de la Défense (7 hôpitaux et plusieurs dizaines de cliniques).

### Le ministère de la Santé
Le ministère de la Santé est l'acteur principal en ce qui concerne l'ensemble des services préventifs et la formation du personnel médical spécialisé.
Les institutions de santé qui dépendent du ministère de la Santé, ont connu des progrès impressionnants, en matière d'infrastructure médicale, de médicalisation des campagnes, de développement des soins de santé primaire [réf. nécessaire]. En effet, les hôpitaux spécialisés, les centres de santé, les unités de soins se sont multipliés dans tout le pays. Mais le poids de la demande aboutit à une dégradation sérieuse des conditions de soins dans la plupart des hôpitaux publics [réf. nécessaire].

### Le ministère de l'Enseignement Supérieur
Le ministère de l'Enseignement Supérieur. Certains estiment [réf. nécessaire] que les meilleurs hôpitaux du secteur public sont les centres hospitaliers universitaires qui dépendent du ministère de l'Enseignement Supérieur. Leurs services sont en principe accessibles à tous au même titre que ceux du ministère de la Santé. Par ailleurs, l'hôpital universitaire de Damas, l'hôpital Asad, admet les pratiques du secteur privé dans ses locaux.

### Le ministère de la Défense
Le ministère de la Défense. Ses hôpitaux et cliniques possèdent les équipements les plus développés du pays et des budgets les plus importants [réf. nécessaire], mais seuls les militaires et leurs familles y ont accès. Selon certaines évaluations [réf. nécessaire], environ 20 % des médecins y exerceraient, mais il n'existe aucune statistique les concernant.

### Autres hôpitaux publics
Il existe aussi trois hôpitaux ouvriers à Alep, Homs et Tartous, comptant 247 lits, qui dépendent de la Confédération générale des syndicats de travailleurs. Ces hôpitaux sont destinés aux travailleurs de ces muhafazat (départements) . 

## Le service privé de la santé

### Les cliniques privées
La Syrie compte (date nécessaire) environ 370 cliniques privées, pour la plupart, il s’agit d'institution de petite taille (10 à 20 lits en moyenne) [réf. nécessaire]. Par contre, certaines d’entre elles, installées dans les grandes villes, Alep et Damas notamment, disposent d’une capacité dépassant la centaine de lits. Elles sont des polycliniques et assurent les services d’urgence et l’ensemble des interventions chirurgicales.
Le nombre des cliniques du secteur privé continue à s’accroître mais ces établissements ne sont fréquentés que par une petite partie de la population à cause des tarifs très élevés par rapport aux revenus moyens, d'autant que ces dépenses ne sont pas remboursées.

### La médecine de ville
À côté des cliniques privées, il existe les cabines de médecins libéraux en ville et à la campagne qui sont difficiles à recenser, le nombre de médecins en exercice ne pouvant en donner une idée précise, du fait de l'interférence entre pratique dans le secteur privé et dans le secteur public.
Les services du secteur privé sont sous le contrôle du Syndicat des médecins et du ministère de la Santé pour ce qui concerne les prix et la qualité des prestations offertes.

## Les médecins
Selon les statistiques du ministère de la Santé, la Syrie compte plus de 24 473 médecins, dont la moitié sont des généralistes. Les spécialités les plus représentées sont la chirurgie et la gynécologie. La Syrie compte 1,39 médecin pour mille habitants [réf. nécessaire].
La formation médicale est dispensée dans les facultés de médecine d’Alep, Damas et Lattaquié. Les études, assurées en langue arabe et en anglais, se font sur six années, complétées par quatre années de spécialisation effectuées dans les hôpitaux universitaires pour les meilleurs étudiants. Près de la moitié des médecins syriens ont suivi une partie de leur formation à l’étranger souvent en France mais également en Allemagne, en Grande-Bretagne, voire aux États-Unis.
Le Ministère de la Santé autorise les jeunes médecins à s’établir librement sous réserve qu’ils aient exercé préalablement pendant deux ans en zone rurale. Par ailleurs, le faible niveau des rémunérations offertes aux médecins dans le secteur public les incite par ailleurs à exercer dans le secteur privé.

### Les médecins travaillant pour le ministère de la Santé
Les médecins travaillant pour le ministère de la Santé se répartissent en trois catégories :
a) Les spécialistes qui sont autorisés à exercer librement en dehors de leur temps de travail réglementaire pour le ministère.
b) Les internes qui sont en cours de spécialisation. Ils n'ont pas le droit d'exercer à l'extérieur tout au long de la période de leur formation. C'est-à-dire quatre ans pour un généraliste, plus trois ans pour les spécialisations ultérieures, à quoi s'ajoute une année de service dans les centres de santé.
c) Les médecins des centres de santé qui ont le droit d'exercer en pratique privée en dehors des horaires officiels.

### Les médecins du ministère de l'Enseignement Supérieur
Ce sont les professeurs et assistants des facultés de médecine et les médecins hospitaliers qui ont le droit à une pratique privée en dehors de leurs horaires de travail s'ils n'ont pas signé de contrat de plein temps.

### Les médecins militaires
Ils peuvent exercer en pratique privée de cabinet en dehors de leurs horaires officiels.

### Les autres médecins
Les médecins qui ne travaillent pas pour un ministère exercent librement dans leurs cabinets. Ils sont payés selon un tarif fixé par le ministère de la Santé et sous contrôle de l'Ordre des médecins.
La Syrie compte également environ 28 000 infirmières. Celles-ci sont formées en deux ans dans cinq écoles dépendant du ministère de la Santé (Alep, Damas, Lattaquié) et du ministère de la Défense (Alep, Damas).

## Conclusion
L’Organisation internationale du travail a adopté plusieurs normes concernant les soins médicaux :
- En 1927, elle a adopté la convention n° 24 sur l’assurance maladie (industrie) et la convention n° 25 sur l’assurance maladie (agricole),
- En 1952, elle a adopté la convention n° 102 qui traite ce sujet dans sa partie II.
- Les normes la plus essentielles  datent de 1969, avec la convention n° 130 concernant les soins médicaux et les indemnités de maladie, et la recommandation n° 134.

La Syrie n'a signé aucune convention de ces normes parce qu'il n'y existe pas d'assurance maladie. L'inexistence de ce régime dans la législation syrienne s'explique par la gratuité des traitements dans les hôpitaux publics et par l'incapacité de fournir ces services aux citoyens à cause du manque des ressources suffisante pour financer les assurances maladie.
Si le système de santé en Syrie est déterminé par la gratuité et la globalité des services de santé de l’État, et aussi par l'encouragement du secteur privé à fournir des services de santé, les citoyens ne peuvent pas compter sur les hôpitaux et les centres de santé de gouvernement [réf. nécessaire] et les établissements privés sont très chers. Beaucoup d'opérations chirurgicales par exemple coûtent plus cher que dans les pays développés.
Certains estiment donc [réf. nécessaire] qu'il est nécessaire d'établir une assurance maladie en Syrie à l'instar d'autres pays à condition qu'elle couvre toutes les formes de services de soins médicaux, thérapeutiques, chirurgicaux et préventifs pour les adhérents.